# Pravoslavni križ
Pravoslavni križ (☦, ruski pravoslavni križ) je krščanski križ in pomemben simbol pravoslavne in ruske kulture.
Pravoslavni križ je v osnovi latinski križ z dvema dodatnima prečkama, tako da ima skupaj tri prečke, dve pravokotni in eno poševno. Od zgoraj navzdol si sledijo krajša pravokotna prečka, daljša pravokotna prečka in krajša poševna prečka, katere levi krak je višji od desnega.
Pri tem zgornja prečka simbolizira deščico z napisom »INRI«, ki jo je dal pritrditi Poncij Pilat, poševna spodnja prečka pa stilizirano oporo za noge. Ta je bila del zgodnjih krščanskih upodobitev križa. Poznejše ljudsko izročilo je spodnji prečki pripisalo tudi simboliko usode obeh tatov, ki sta bila križana skupaj z Jezusom: desni, spokorjeni, je šel v nebesa, levi, nespokorjeni pa v pekel.
Kodirani nabor znakov Unicode označuje ruski križ s kodo U+2626 (☦).